# ウィレイア
ウィレイア（Wyleyia）は古代の鳥類の属であり、唯一の種Wyleyia valdensisは白亜紀前期に現在のイングランドに生息していた。損傷した右側の上腕骨のみが知られている。属名はイングランド、サセックス州、ヘンフィールド（en ）にあるウィールドクレイ（en）の堆積物からこの化石を発見したJ. F. Wyleyに献名されたものである。種小名valdensis は「ウィールド（Weald）からの」という意味である。
化石はヘイスティング層（en）のバランジュ期、1億4000万年前から1億3600万年前の堆積物に含まれていた。
非鳥恐竜のコエルロサウルス類と考えられることもあるが、正確な系統上の位置づけはについては解決されていないものの、一般的には初期の鳥類と考えられている。エナンティオルニス類や新鳥類の古顎類だとする説もあった。C.J.O. HarrisonおよびC.A. Walkerは「類縁関係を決めるのに十分な新たな証拠が見つかるまでこの新属はincertae sedisとしておくことをお勧めする」としている。

## 参照
1. ↑  Vickaryous, M.K., Maryańska, T., and Weishampel, D.B., (2004). Weishampel, D. B., Dodson, P., and Osmólska, H. (eds.). ed. The Dinosauria (Second Edition). University of California Press. ISBN 0-520-24209-2
2. ↑  Gradstein, F.M.; Ogg, J.G. & Smith, A.G.; (2004): A Geologic Time Scale 2004, Cambridge University Press.
3. ↑  Harrison, C.J.O. and Walker, C.A. (1973): Wyleyia: a new bird humerus from the Lower Cretaceous of England. Palaeontology 16(4): 721-728. PDF fulltext